# الرزقة (أبو حمص)
قرية الرزقة هي إحدى القرى التابعة لمركز أبو حمص في محافظة البحيرة في جمهورية مصر العربية. حسب إحصاءات سنة 2006، بلغ إجمالي السكان في الرزقة 4947 نسمة، منهم 2501 رجل و2446 امرأة.